# Ференц Мадл
Фе́ренц Мадл (угор. Mádl Ferenc; 29 січня 1931 — 29 травня 2011) — угорський державний та політичний діяч. Президент Угорщини у 2000–2005 роках.

## Біографія
Отримав юридичну освіту у Печі, Будапешті та Страсбурзі.
Почав трудову діяльність як співробітник Угорської академії наук. З 1971 року працював на юридичному факультеті Університету Етвоша Лоранда, спочатку доцентом, а з 1973 до 2000 року — професором.
Спеціалізувався у галузі міжнародного цивільного права. У 1985—2000 роках очолював профільну кафедру. Читав лекції як запрошений професор у багатьох європейських університетах, зокрема у Мюнхені. Академік Угорської академії наук з 1987 р. У 1989 році обраний членом Європейської академії наук та мистецтв.

## Політична діяльність
- 1990–1993 рр. — міністр без портфеля,
- 1993–1994 рр. — міністр культури та освіти Угорщини. Також займав посади керівника низки урядових фондів та комісій. Відповідав як за правові так і за економічні аспекти раду напрямків внутрішньої та зовнішньої політики.

- 1995 р. — невдало балотувався на посаду Президента Угорщини від партії Фідес.
- 2000 р. вдруге балотувався на посаду Президента Угорщини, знов від партії Фідес, цього разу — вдало.
- 2000–2005 рр. — обіймав посаду Президента Угорщини.

Після закінчення строку президентських повноважень повернувся до викладацької діяльності в Університеті Етвоша Лорана у Будапешті.